# Козељ
Козељ је насеље у Србији у општини Љиг у Колубарском округу. Према попису из 2022. било је 269 становника.

## Демографија
У насељу Козељ живи 413 пунолетних становника, а просечна старост становништва износи 46,9 година (46,4 код мушкараца и 47,4 код жена). У насељу има 141 домаћинство, а просечан број чланова по домаћинству је 3,38.
Ово насеље је великим делом насељено Србима (према попису из 2002. године), а у последња три пописа, примећен је пад у броју становника.
|  |

| Демографија | Демографија | Демографија |
| Година      | Становника  | Становника  |
| ----------- | ----------- | ----------- |
| 1948.       | 809         |             |
| 1953.       | 817         |             |
| 1961.       | 822         |             |
| 1971.       | 759         |             |
| 1981.       | 697         |             |
| 1991.       | 552         | 550         |
| 2002.       | 476         | 490         |

| Етнички састав према попису из 2002.‍ | Етнички састав према попису из 2002.‍ | Етнички састав према попису из 2002.‍ | Етнички састав према попису из 2002.‍ | Етнички састав према попису из 2002.‍ |
| ------------------------------------ | ------------------------------------ | ------------------------------------ | ------------------------------------ | ------------------------------------ |
|                                      |                                      |                                      |                                      |                                      |
| Срби                                 | Срби                                 |                                      | 471                                  | 98,94%                               |
| Црногорци                            | Црногорци                            |                                      | 3                                    | 0,63%                                |
| Македонци                            | Македонци                            |                                      | 2                                    | 0,42%                                |
| непознато                            | непознато                            |                                      | 0                                    | 0,0%                                 |

| Година пописа     | 1948. | 1953. | 1961. | 1971. | 1981. | 1991. | 2002. |
| ----------------- | ----- | ----- | ----- | ----- | ----- | ----- | ----- |
| Број домаћинстава | 149   | 150   | 176   | 175   | 173   | 155   | 141   |

| Број чланова      | 1  | 2  | 3  | 4  | 5  | 6  | 7  | 8 | 9 | 10 и више | Просек |
| ----------------- | -- | -- | -- | -- | -- | -- | -- | - | - | --------- | ------ |
| Број домаћинстава | 25 | 36 | 19 | 21 | 17 | 11 | 10 | 1 | 1 | 0         | 3,38   |

| Пол    | Укупно | Неожењен/Неудата | Ожењен/Удата | Удовац/Удовица | Разведен/Разведена | Непознато |
| ------ | ------ | ---------------- | ------------ | -------------- | ------------------ | --------- |
| Мушки  | 211    | 58               | 137          | 11             | 5                  | 0         |
| Женски | 216    | 24               | 136          | 48             | 4                  | 4         |
| УКУПНО | 427    | 82               | 273          | 59             | 9                  | 4         |

| Пол    | Укупно                    | Пољопривреда, лов и шумарство | Рибарство                            | Вађење руде и камена | Прерађивачка индустрија       |
| ------ | ------------------------- | ----------------------------- | ------------------------------------ | -------------------- | ----------------------------- |
| Мушки  | 127                       | 63                            | 0                                    | 1                    | 12                            |
| Женски | 86                        | 69                            | 0                                    | 0                    | 5                             |
| УКУПНО | 213                       | 132                           | 0                                    | 1                    | 17                            |
| Пол    | Производња и снабдевање   | Грађевинарство                | Трговина                             | Хотели и ресторани   | Саобраћај, складиштење и везе |
| Мушки  | 6                         | 26                            | 3                                    | 2                    | 13                            |
| Женски | 0                         | 0                             | 5                                    | 1                    | 2                             |
| УКУПНО | 6                         | 26                            | 8                                    | 3                    | 15                            |
| Пол    | Финансијско посредовање   | Некретнине                    | Државна управа и одбрана             | Образовање           | Здравствени и социјални рад   |
| Мушки  | 0                         | 0                             | 0                                    | 0                    | 1                             |
| Женски | 0                         | 0                             | 0                                    | 3                    | 0                             |
| УКУПНО | 0                         | 0                             | 0                                    | 3                    | 1                             |
| Пол    | Остале услужне активности | Приватна домаћинства          | Екстериторијалне организације и тела | Непознато            | Непознато                     |
| Мушки  | 0                         | 0                             | 0                                    | 0                    | 0                             |
| Женски | 1                         | 0                             | 0                                    | 0                    | 0                             |
| УКУПНО | 1                         | 0                             | 0                                    | 0                    | 0                             |